# 다카나와다이역
다카나와다이역(일본어: 高輪台駅, たかなわだいえき)은 일본 도쿄도 미나토구에 있는 철도역이다.

## 역 구조 및 개요
1면 2선의 섬식 승강장이 있는 지하역이다.
| 1 | ○ 도영 지하철 아사쿠사 선 | 고탄다 · 나카노부 · 니시마고메 방면                    |
| 2 | ○ 도영 지하철 아사쿠사 선 | 센가쿠지 · 오시아게 · 나리타쿠코 · 인바니혼이다이 방면 |

## 역 주변
- 메이지가쿠인 고등학교 · 대학교
- 그랜드 프린스 호텔 다카나와 · 신 다카나와
- 호텔 퍼시픽 도쿄
- 다카나와 도부 호텔
- 국도 제1호선

## 역사
- 1968년 11월 15일 - 영업 개시.

## 화랑

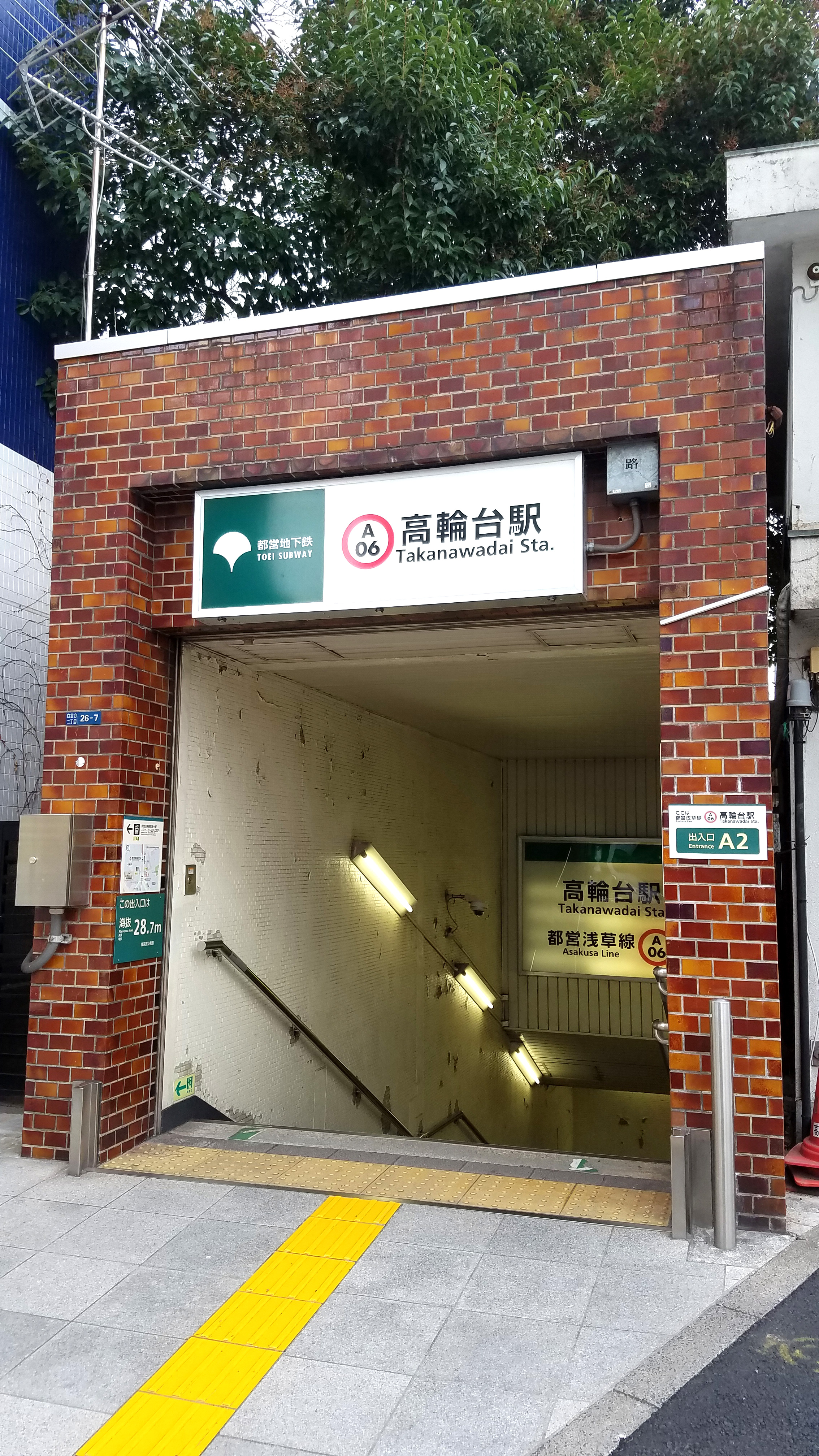
A2 출입구(2022년 3월)
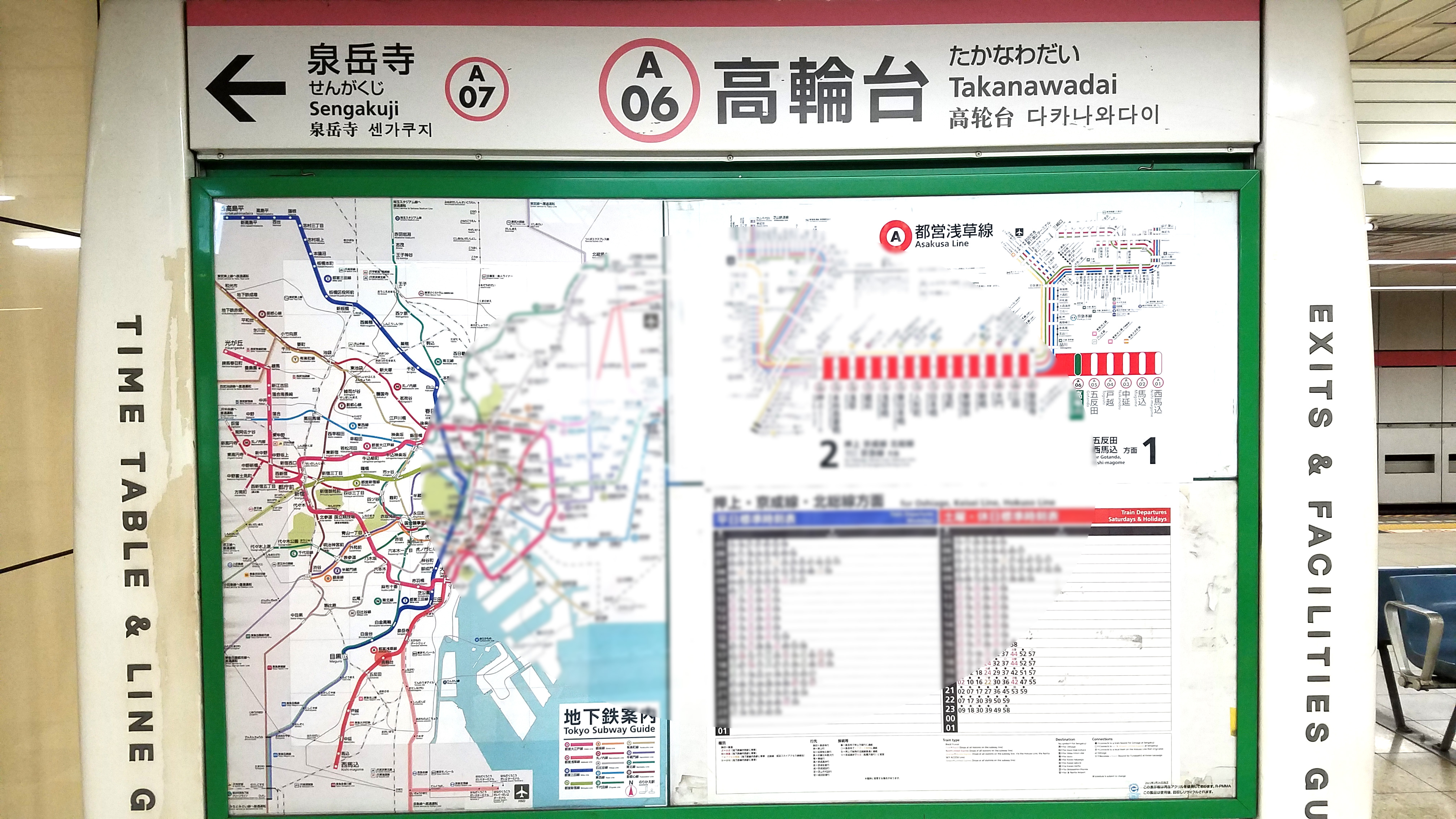
역명판(2022년 3월)

## 인접역
| 도쿄 도 교통국 지하철 1호선 | 도쿄 도 교통국 지하철 1호선 | 도쿄 도 교통국 지하철 1호선 |
| --------------------------- | --------------------------- | --------------------------- |
| A05 고탄다 니시마고메 방면  | 아사쿠사 선                 | 센가쿠지 A07 오시아게 방면  |